# پارک‌های سلطنتی لندن

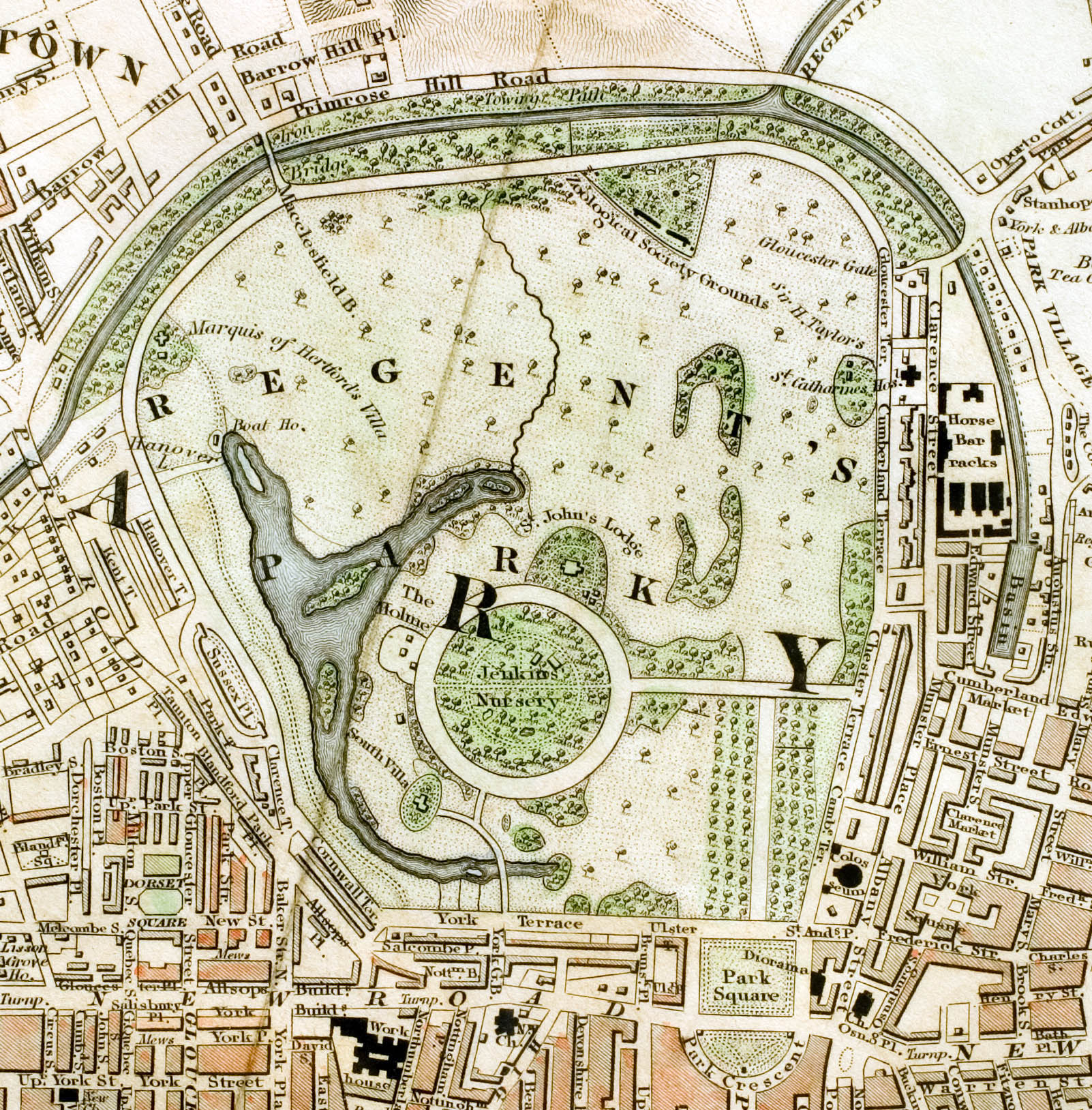
رجنتز پارک ۱۸۳۳ میلادی

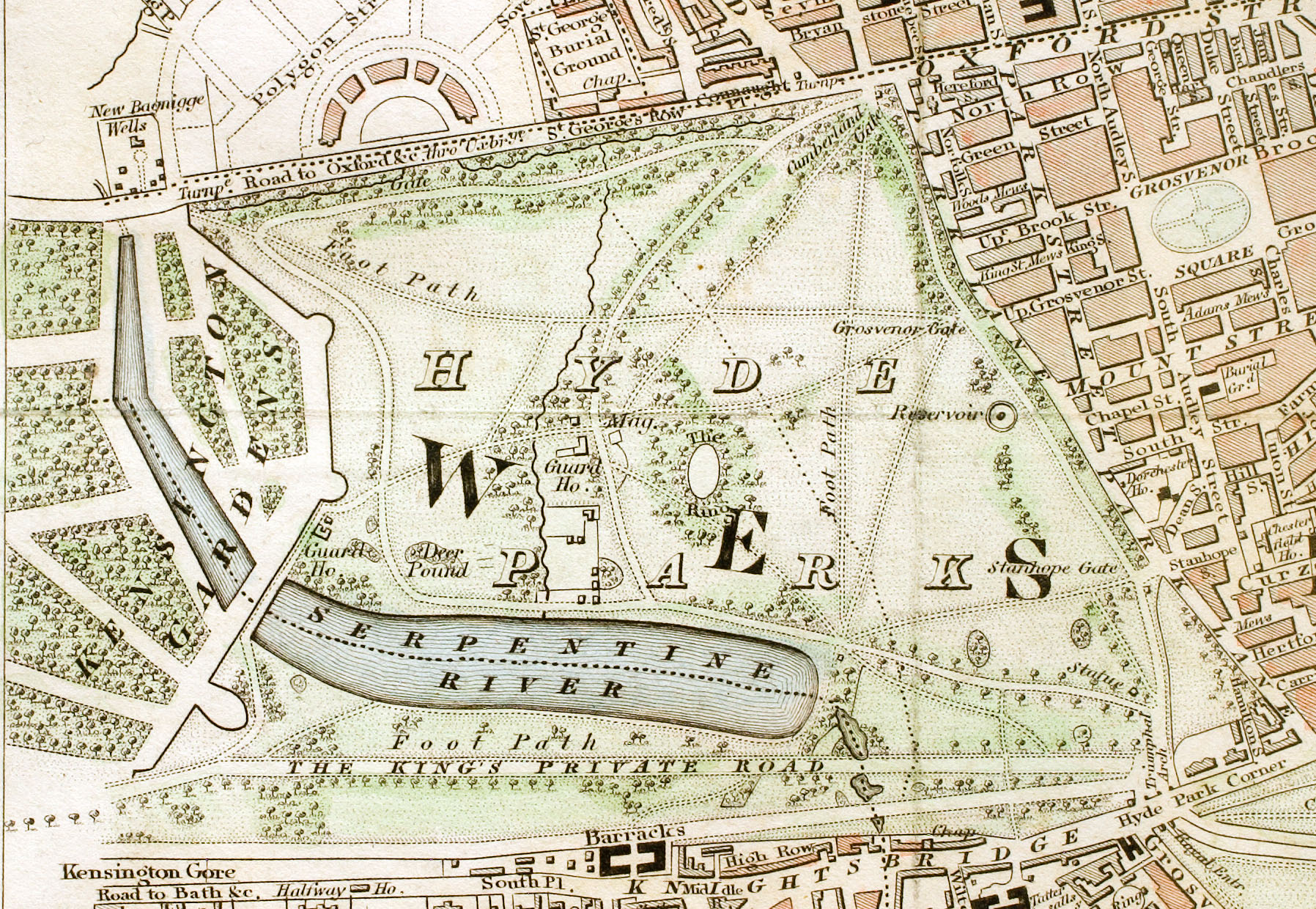
هاید پارک و بحشی از باغ‌های کنزینگتون

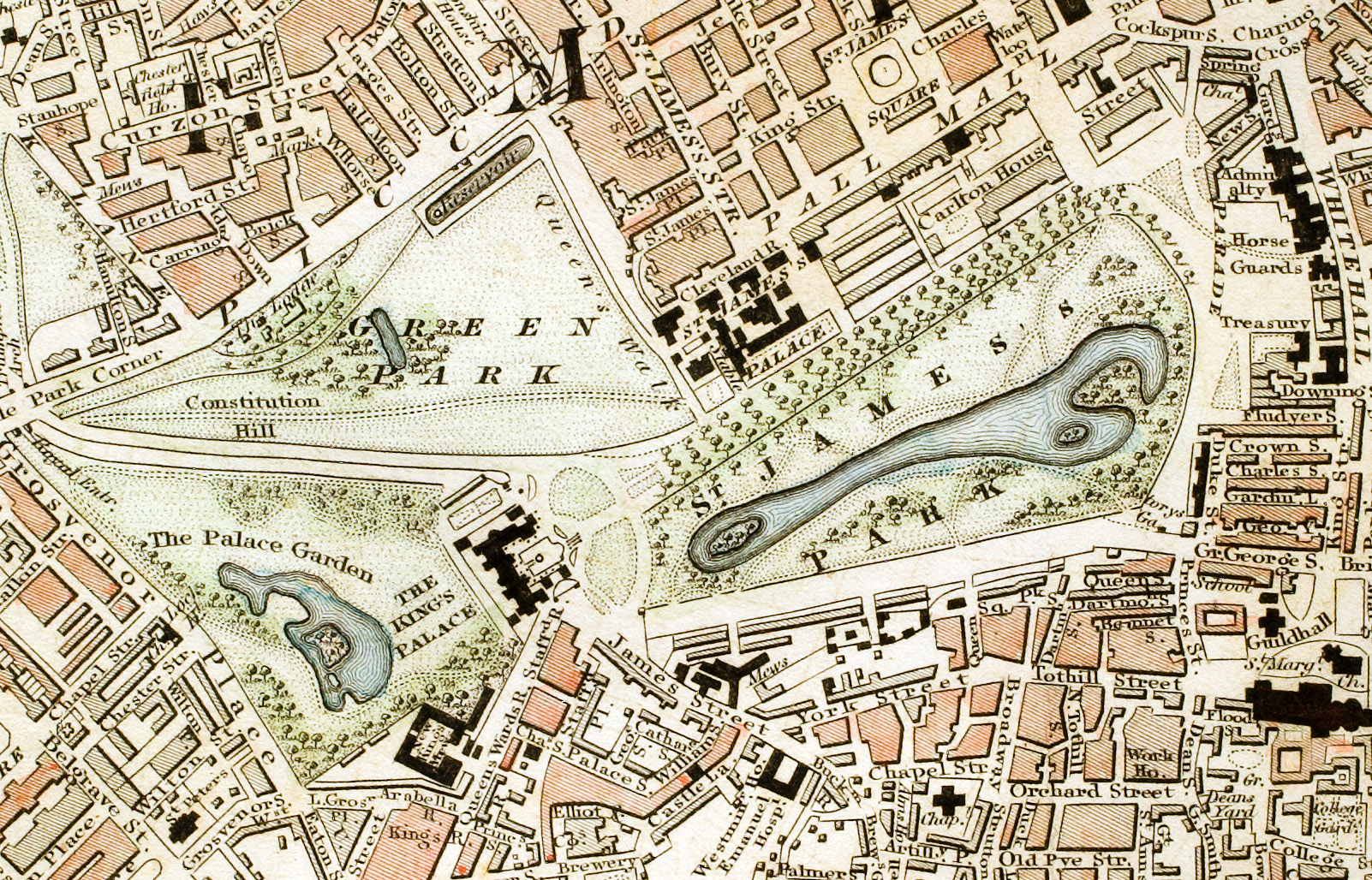
گرین پارک و پارک سنت جیمز

پارک‌های سلطنتی لندن یکی از اماکن اصلی اعضای پادشاهی بریتانیا برای تفریح و عمدتاً شکار است که بخشی از اموال موروثی پادشاهی این کشور محسوب میشود.

## پارک‌ها
- بوشی پارک, ۴۴۵ هکتار (۱٬۱۰۰ جریب فرنگی) [۱]
- گرین پارک, ۱۹ هکتار (۴۷ جریب فرنگی) [۲]
- گرینویچ پارک, ۷۴ هکتار (۱۸۰ جریب فرنگی) [۳]
- هاید پارک, ۱۴۲ هکتار (۳۵۰ جریب فرنگی) [۴]
- باغ‌های کنزینگتون, ۱۱۱ هکتار (۲۷۰ جریب فرنگی) [۵]
- ریجنتز پارک, ۱۶۶ هکتار (۴۱۰ جریب فرنگی) [۶]
- ریچموند پارک, ۹۵۵ هکتار[۷] (۲٬۳۶۰ جریب فرنگی (۹٫۶ کیلومتر مربع))
- سنت جیمز پارک, ۲۳ هکتار (۵۷ جریب فرنگی) [۸]

## پیودن به بیرون
- وبگاه رسمی پارک‌های سلطنتی